# Grammy Award de l'album de l'année
 (avril 2025).
Si vous disposez d'ouvrages ou d'articles de référence ou si vous connaissez des sites web de qualité traitant du thème abordé ici, merci de compléter l'article en donnant les références utiles à sa vérifiabilité et en les liant à la section « Notes et références ».

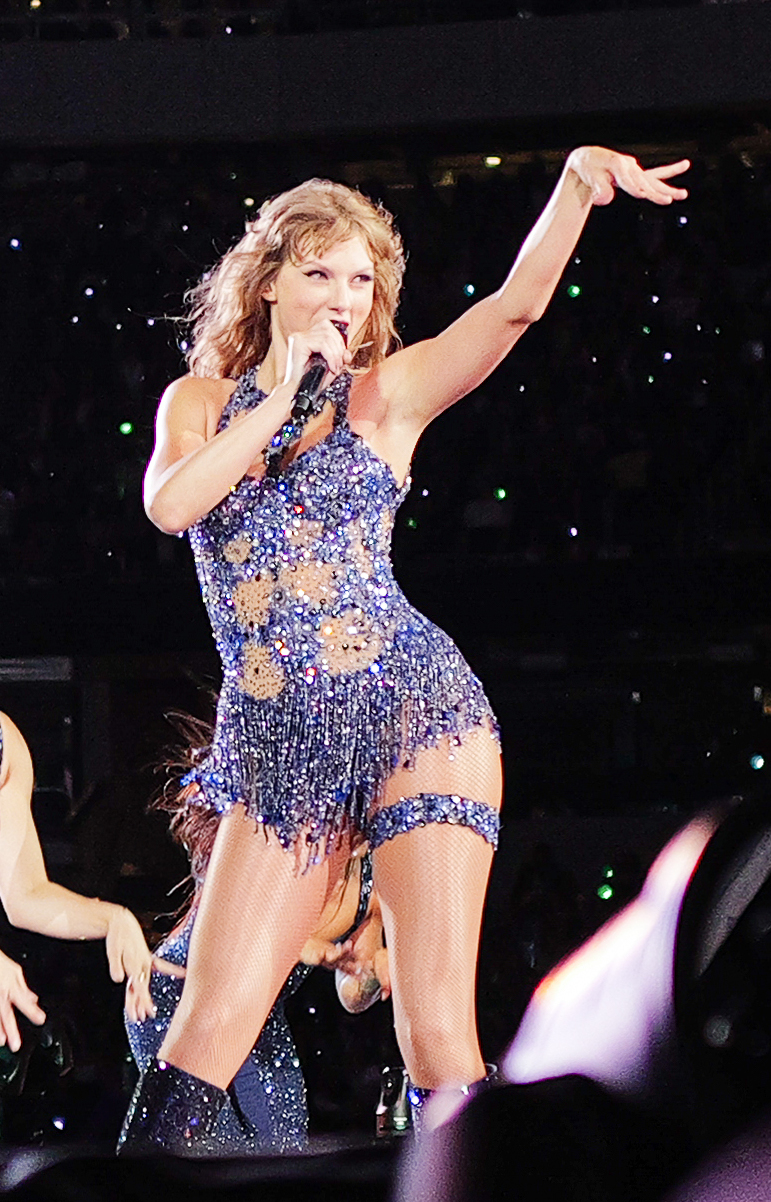
Taylor Swift, The Eras Tour concert au SoFi Stadium à Inglewood, Californie, le 9 août 2023. Seule artiste à avoir remporté quatre fois le Grammy Award de l'album de l'année.

Le Grammy Award de l'album de l'année (Grammy Award for Album of the Year) est la plus prestigieuse récompense de la cérémonie américaine des Grammy Awards et est décernée depuis 1959.
Initialement décerné à l'artiste uniquement, les règles d'attribution ont plusieurs fois changé pour attribuer le prix à partir de 2021 à l'artiste, à (ou aux) artiste(s) associé(s), au producteur, à l'auteur-compositeur (de nouveau matériel), à l'ingénieur de mastering et à l'ingénieur du son ou mixeur (indépendamment du temps crédité).
Entre 1962 et 1965 le titre du prix a été changé en « Album de l'année (autre que classique) », soit Album of the Year (other than classical) en anglais. Longtemps limitée à cinq nommés, la liste s'est élargie pour en inclure huit en 2019 puis dix en 2021.
Taylor Swift, quatre fois lauréate, détient le record de victoires depuis l'édition de 2024. Frank Sinatra, Stevie Wonder et Paul Simon ont remporté trois fois chacun le trophée. Paul McCartney a au total été nommé neuf fois : cinq fois avec The Beatles, trois fois en solo et une fois avec les Wings.

## Lauréats

### Années 1950
| Année | Album                     | Artiste(s)    |
| ----- | ------------------------- | ------------- |
| 1959  | The Music from Peter Gunn | Henry Mancini |

### Années 1960
| Année | Album                                 | Artiste(s)                |
| ----- | ------------------------------------- | ------------------------- |
| 1960  | Come Dance with Me!                   | Frank Sinatra             |
| 1961  | The Button-Down Mind of Bob Newhart   | Bob Newhart               |
| 1962  | Judy at Carnegie Hall                 | Judy Garland              |
| 1963  | The First Family                      | Vaughn Meader             |
| 1964  | The Barbra Streisand Album            | Barbra Streisand          |
| 1965  | Getz/Gilberto                         | Stan Getz & João Gilberto |
| 1966  | September of My Years                 | Frank Sinatra             |
| 1967  | A Man and His Music                   | Frank Sinatra             |
| 1968  | Sgt. Pepper's Lonely Hearts Club Band | The Beatles               |
| 1969  | By the Time I Get to Phoenix          | Glen Campbell             |

### Années 1970
| Année | Album                             | Artiste(s)             |
| ----- | --------------------------------- | ---------------------- |
| 1970  | Blood, Sweat & Tears              | Blood, Sweat and Tears |
| 1971  | Bridge over Troubled Water        | Simon and Garfunkel    |
| 1972  | Tapestry                          | Carole King            |
| 1973  | Concert for Bangladesh            | George Harrison        |
| 1974  | Innervisions                      | Stevie Wonder          |
| 1975  | Fulfillingness' First Finale      | Stevie Wonder          |
| 1976  | Still Crazy After All These Years | Paul Simon             |
| 1977  | Songs in the Key of Life          | Stevie Wonder          |
| 1978  | Rumours                           | Fleetwood Mac          |
| 1979  | Saturday Night Fever (BO)         | Divers artistes        |

### Années 1980
| Année | Album              | Artiste(s)             |
| ----- | ------------------ | ---------------------- |
| 1980  | 52nd Street        | Billy Joel             |
| 1981  | Christopher Cross  | Christopher Cross      |
| 1982  | Double Fantasy     | John Lennon & Yoko Ono |
| 1983  | Toto IV            | Toto                   |
| 1984  | Thriller           | Michael Jackson        |
| 1985  | Can't Slow Down    | Lionel Richie          |
| 1986  | No Jacket Required | Phil Collins           |
| 1987  | Graceland          | Paul Simon             |
| 1988  | The Joshua Tree    | U2                     |
| 1989  | Faith              | George Michael         |

### Années 1990
| Année | Album                           | Artiste(s)        |
| ----- | ------------------------------- | ----------------- |
| 1990  | Nick of Time                    | Bonnie Raitt      |
| 1991  | Back on the Block               | Quincy Jones      |
| 1992  | Unforgettable... with Love      | Natalie Cole      |
| 1993  | Unplugged                       | Eric Clapton      |
| 1994  | The Bodyguard (BO)              | Whitney Houston   |
| 1995  | MTV Unplugged                   | Tony Bennett      |
| 1996  | Jagged Little Pill              | Alanis Morissette |
| 1997  | Falling into You                | Céline Dion       |
| 1998  | Time Out of Mind                | Bob Dylan         |
| 1999  | The Miseducation of Lauryn Hill | Lauryn Hill       |

### Années 2000
| Année | Gagnant                                               | Nominations |
| ----- | ----------------------------------------------------- | --- |
| 2000  | Supernatural de Santana                               | - Millennium de Backstreet Boys - Fly de Dixie Chicks - When I Look in Your Eyes de Diana Krall - FanMail de TLC |
| 2001  | Two Against Nature de Steely Dan                      | - You're the One de Paul Simon                                                                                   |
| 2002  | bande originale de O'Brother                          | - All That You Can't Leave Behind de U2                                                                          |
| 2003  | Come Away with Me de Norah Jones                      | - The Rising de Bruce Springsteen                                                                                |
| 2004  | Speakerboxxx/The Love Below de OutKast                | - Elephant de The White Stripes                                                                                  |
| 2005  | Genius Loves Company de Ray Charles & Divers Artistes | - The College Dropout de Kanye West                                                                              |
| 2006  | How to Dismantle an Atomic Bomb de U2                 | - Late Registration de Kanye West                                                                                |
| 2007  | Taking the Long Way de Dixie Chicks                   | - FutureSex/LoveSounds de Justin Timberlake                                                                      |
| 2008  | River: The Joni Letters de Herbie Hancock             | - Back to Black de Amy Winehouse                                                                                 |
| 2009  | Raising Sand de Robert Plant et Alison Krauss         | - Tha Carter III de Lil Wayne                                                                                    |

### Années 2010
| Année | Gagnant                             | Nominations |
| ----- | ----------------------------------- | --- |
| 2010  | Fearless de Taylor Swift            | - Big Whiskey & the GrooGrux King de Dave Matthews Band                                                                                         |
| 2011  | The Suburbs d'Arcade Fire           | - Teenage Dream de Katy Perry |
| 2012  | 21 d'Adele                          | - Loud de Rihanna |
| 2013  | Babel de Mumford and Sons           | - Blunderbuss de Jack White |
| 2014  | Random Access Memories de Daft Punk | - Red de Taylor Swift - The Blessed Unrest de Sara Bareilles - Good Kid, M.A.A.D City de Kendrick Lamar - The Heist de Macklemore et Ryan Lewis |
| 2015  | Morning Phase de Beck               | - In the Lonely Hour de Sam Smith |
| 2016  | 1989 de Taylor Swift                | - Beauty Behind the Madness de The Weeknd |
| 2017  | 25 d'Adele                          | - A Sailor's Guide to Earth de Sturgill Simpson                                                                                                 |
| 2018  | 24K Magic de Bruno Mars             | - Damn de Kendrick Lamar |
| 2019  | Golden Hour de Kacey Musgraves      | - Black Panther: The Album de plusieurs artistes                                                                                                |

### Années 2020
| Année | Gagnant                                                   | Nominations |
| ----- | --------------------------------------------------------- | --- |
| 2020  | When We All Fall Asleep, Where Do We Go? de Billie Eilish | - I, I de Bon Iver - Norman Fucking Rockwell! de Lana Del Rey - Thank U, Next de Ariana Grande - I Used to Know Her de H.E.R. - 7 de Lil Nas X ft. Billy Ray Cyrus - Cuz I Love You (Deluxe) de Lizzo - Father of the Bride de Vampire Weekend                                                    |
| 2021  | Folklore de Taylor Swift                                  | - Women in Music Pt. III de Haim - Black Pumas de Black Pumas - Future Nostalgia de Dua Lipa - Everyday Life de Coldplay - Djesse Vol 3 de Jacob Collier - Hollywood's Bleeding de Post Malone - Chilombo de Jhené Aiko                                                                           |
| 2022  | We Are de Jon Batiste                                     | - Love for Sale de Tony Bennett et Lady Gaga - Justice (Triple Chucks Deluxe) de Justin Bieber - Planet Her (Deluxe) de Doja Cat - Happier Than Ever de Billie Eilish - Back of My Mind de H.E.R. - Montero de Lil Nas X - Sour d'Olivia Rodrigo - Evermore de Taylor Swift - Donda de Kanye West |
| 2023  | Harry's House de Harry Styles                             | - Voyage d'ABBA - 30 d'Adele - Un verano sin ti de Bad Bunny - Renaissance de Beyoncé - In These Silent Days (en) de Brandi Carlile - Good Morning Gorgeous (en) de Mary J. Blige - Music of the Spheres de Coldplay - Mr. Morale & the Big Steppers de Kendrick Lamar - Special (en) de Lizzo    |
| 2024  | Midnights de Taylor Swift                                 | - World Music Radio de Jon Batiste - The Record de boygenius - Endless Summer Vacation de Miley Cyrus - The Age of Pleasure de Janelle Monáe - Guts de Olivia Rodrigo - SOS de SZA - Did You Know That There's a Tunnel Under Ocean Blvd de Lana Del Rey                                          |
| 2025  | Cowboy Carter de Beyoncé                                  | - New Blue Sun d'André 3000 - Short n' Sweet de Sabrina Carpenter - Brat de Charli XCX - Djesse Vol. 4 de Jacob Collier - Hit Me Hard and Soft de Billie Eilish - The Rise and Fall of a Midwest Princess de Chappell Roan - The Tortured Poets Department de Taylor Swift                        |